# Villa Luz, Huitiupán
Villa Luz är en ort i Mexiko.   Den ligger i kommunen Huitiupán och delstaten Chiapas, i den sydöstra delen av landet, 700 km öster om huvudstaden Mexico City. Villa Luz ligger 963 meter över havet och antalet invånare är 755.
Terrängen runt Villa Luz är huvudsakligen bergig, men söderut är den kuperad. Runt Villa Luz är det ganska tätbefolkat, med 70 invånare per kvadratkilometer. Närmaste större samhälle är Simojovel de Allende, 15,6 km söder om Villa Luz. I omgivningarna runt Villa Luz växer i huvudsak städsegrön lövskog.